# ГАЗ-3301
ГАЗ-3301 — опытный двухосный среднетоннажный грузовой автомобиль повышенной проходимости. Первый опытный образец был представлен в 1982 году.

## История
B конце 1970-х годов устаревшему ГАЗ-66 потребовалась замена. В результате был разработан ГАЗ-3301. Он отличался от ГАЗ-66 более современной, безопасной и эргономичной кабиной, 6-цилиндровым рядным дизельным двигателем ГАЗ-542.10 мощностью 125 л. с. Вопреки расхожему мнению, двигатель не является лицензионной копией двигателя F6L913 немецкой фирмы Deutz AG, а собственной разработкой Горьковского автозавода. Автомобиль также оснащается усиленными мостами и более мощной рамой, пневмогидравлическими тормозами, колесами от автомобиля ЗИЛ-131.
Испытания проходили несколько лет и в 1988 году машина была готова к серийному производству. Но помешало отсутствие финансов. К тому же опыт войны в Афганистане показал, что от подрывов на минах водители капотных грузовиков защищены надежнее, нежели бескапотных. Поэтому, несмотря на успешное прохождение всех испытаний (в том числе и ядерных на Семипалатинском полигоне), ГАЗ-3301 не был принят на вооружение, хотя 4 его опытных образца числились в реестре техники Российской армии. Постановлением Правительства № 1091 от 11.09.98 ГАЗ-3301 был из этого реестра исключён. Тем временем ГАЗ-66 продолжался производиться до 1999 года и лишь в 1997 году вышел в производство капотный ГАЗ-3308 «Садко».

## Технические характеристики
- Масса перевозимого груза, кг — 2500
- Масса буксируемого прицепа, кг — 2500
- Удельная мощность, кВт/т (л. с./т) — 13,3 (18,1)
- Расход топлива (средний), л/100 км — 18
- Преодолеваемый брод, м — 1,2